# Козлов, Сергей Владимирович
Серге́й Влади́мирович Козло́в (29 июля (10 августа) 1853 — 1 (14) июля 1906) — генерал-майор русской императорской армии, участник русско-турецкой войны (1877 — 1878) и русско-японской войны (1904 — 1905).

## Биография
Сын гвардии полковника Владимира Павловича Козлова (1807—16.07.1880) от его брака с Марией Сергеевной Орловой (1831—27.04.1911).
По отцу потомок героя штурма Измаила Н. Д. Арсеньева и  внук П. Ф. Козлова. Окончил в 1872 Пажеский корпус, произведён в корнеты лейб-гвардии Конного полка, 4 апреля 1876 года произведен в поручики. Участник русско-турецкой войны 1877—1878 года в составе Владикавказского конного полка Терского казачьего войска, куда был переведён с чином есаула (12.06.1877) по собственному желанию из гвардии с целью участия в боевых действиях.
Участвовал в сражении под Плевной. С 07.05.1878 войсковой старшина. 10.12.1878 переименован в майоры. 14.03.1879—27.02.1885 на гражданской службе. 27.02.1885 переименован в подполковники. Служил в Закаспийской области: начальник Тедженского уезда (28.10.1890—24.11.1893), с 30.08.1893 полковник. Штаб-офицер для особых поручений V класса при начальнике Главного штаба (22.04.1900—18.02.1904); генерал-майор с 6 апреля 1903 года. Состоял в распоряжении Наместника Его Величества на Дальнем Востоке (18.02.-13.04.1904). С 13.04.1904 генерал для Особых поручений при Наместнике Его Величества на Дальнем Востоке по званию Главнокомандующего, С 19 ноября 1904 снова состоял в распоряжении начальника Главного штаба. Участник Русско-японской войны 1904—1905 гг.
Был застрелен на глазах публики в Петергофе, в Нижнем саду, в 22 часа вечера по ошибке вместо похожего на него генерал-майора Д. Ф. Трепова. Убийца, революционер Финкельштейн, был казнён.
Был похоронен на Троицком кладбище Старого Петергофа.

## Награды
- Орден Святой Анны 3-й степени с мечами и бантом (1877)
- Орден Святого Станислава 3-й степени с мечами и бантом (1878)
- Орден Святого Станислава 2-й степени (1886)
- Орден Святой Анны 2-й степени (1895)
- Орден Святого Владимира 4-й степени (1898), мечи и бант к ордену (1906)
- Золотое оружие «За храбрость» (26.11.1904) — за отличия в делах против японцев.
- Орден Святого Владимира 3-й степени с мечами (1905)

Иностранные:
- Бухарский Орден Благородной Бухары 2-й степени (1869)
- Абиссинский Орден Печати Соломона 2-й степени (1896)
- Офицерский крест Ордена Почетного Легиона (1897)
- Австрийский Орден Железной короны 2-го класса (1901)
- Испанский Орден Карлоса III командорский крест 1-го класса (1901)
- Черногорский Орден Князя Даниила I 2-й степени (1901)
- Папский Орден Пия IX командорский крест 2-го класса (1902)
- Саксен-Веймарский Орден Белого сокола командорский крест со звездой (1902).

## Семья
Жена (с 14 июля 1874 года)— княжна Александра Александровна Суворова-Рымникская (31.10.1844, Франкфурт-на-Майне — 25.04.1927, Ленинград), фрейлина, дочь А. А. Суворова, правнучка генералиссимуса Суворова. Крестница императора Александра II и императрицы Александры Фёдоровны. По словам графа С. Д. Шереметева, «младшая дочь Суворова, Дина, с детства отличалась своеволием и разбитным нравом. Отец избаловал свою «Суворочку», подражая тем своему великому деду». Дочери:
- Аполлинария (1875—1948), в первом браке (с 1894) за бароном Адольфом Фуругельмом, разведены; её второй муж капитан граф В. К. Небольсин; третий — Карл Агаджанов, инженер-строитель.
- Мария (07.01.1883—февраль 1942), фрейлина (1901), замужем за графом Ф. Н. Литке (1866—1912), умерла во время блокады.